# 蔣中正日記
《蔣中正日記》又稱《蒋介石日记》，是蔣中正自1915年至1972年7月21日手部肌肉萎縮症不能執筆為止之私人日記，共57年，是中國歷史上現存最完整、資料量最多的領導人日記。其中1915年、1916年及1917年之日記於1918年底福建永泰縣遭北軍襲擊逃難時失落，1915年日記僅存13天；蔣後來自撰《中華民國六年前事略》回憶1917年前個人歷史，亦被學者引用，但非日記。1924年日記可能遺失於黃埔軍校時期。台海兩岸都有學者認為，此日記高度真實及有權威性，顛覆中國國民黨及中國共產黨過去官方論述。
蔣中正日記原本由其本人保管，蔣死後交蔣經國保管；蔣經國去世後，交蔣孝勇保管；蔣孝勇死後，交蔣方智怡保管。2004年底，史丹福大學胡佛研究所研究員郭岱君與馬若孟（Ramon H. Myers）取得蔣方智怡授權，親自到加拿大與美國的蔣家，將日記帶到胡佛研究所圖書檔案館存放。
蔣中正日記「暫存於美國史丹佛大學胡佛研究所檔案館，已開放供研究者參閱」:10微縮攝影版，但可能因是蔣經國或蔣中正自己、抑或是其他蔣家成員對日記有刪節或塗黑，導致少部分日記內容不完整。胡佛研究所也在蔣家要求下，將部份與史學研究無涉隱私的少量內容進行處理，此部分內容將在2035年完全公開。
2023年9月14日，蔣介石日記自史丹佛大學運抵台灣，成為國史館收藏品。2023年10月31日，國史館發表授權民國歷史文化學社出版之《蔣中正日記》1948年至1954年共七冊，國史館館長陳儀深與民國歷史文化學社社長呂芳上將七冊贈送蔣經國國際學術交流基金會董事長錢復與中正文教基金會董事長蔣方智怡。

## 版本
蔣日記有多種版本：
- 手稿本：即原稿。
- 仿抄本：即蒋命人按照原樣照抄的副本，自1920年起至1970年止，中間缺1924、1948、1949三年。
- 类抄本
  - 類抄本一：毛思誠撰，將蔣日記分門別類抄出。後於文化大革命時，毛家被紅衛兵抄家，於夾牆中發現，最後留於南京中國第二歷史檔案館。
  - 類抄本二：中國抗日戰爭時期，蔣命王宇高、王宇正繼續分類摘抄自己日記，分為"困勉記"、"省克記"、"學記"、"愛記"、"遊記"等五種。編者並加入史料補足蔣日記中未提及之處，但對蔣日記有潤飾，現在已經由國史館出版。
- 引錄本："事略稿本"，由孫貽主編。將蔣自1927-1949年文告與函電等一併收入，但蔣日記部分有做刪選及美化。其他亦有引用蔣日記著作，不一一列舉。[6]

## 背景
蔣中正日記由蔣中正從1919年直到1972年患病止，用毛筆親筆工整在日記簿上書寫。原文無標點符號，均為後人所加。不過卷帙浩繁，要解讀得花很大功夫。

### 胡佛研究所
2004年底，蔣方智怡將蔣中正與蔣經國私人日記原稿（合稱「兩蔣日記」）移至美國史丹佛大學胡佛研究所暫存50年。胡佛研究所檔案館主任Elena Danielson表示，他們現在所收藏手稿檔當中屬於中國近代史人物已經有一百多位，而兩蔣日記只是暫借保管。李登輝政府時代的總統府第一局副局長郭岱君，五年前受聘於胡佛研究所。據郭說，胡佛和蔣家協議：兩蔣日記只是「存放」（deposit）於胡佛，但胡佛並不「擁有」（own or possess）這些日記，將來不排除日記遷往「中國領土」（Chinese territory）之可能。
2006年3月25日，中國國民黨主席馬英九和蔣方智怡親自到訪史丹佛大学，首度將蔣中正日記原件（1917年至1931年的日記）公之于世。
胡佛研究所設立的「近代中國檔案及特藏史料」，內容包括中國國民黨檔案、兩蔣日記、中華婦女聯合會檔案等。陳誠把他在江西剿共攻破中共瑞金，所擄獲原始文件贈予胡佛研究所，二戰接收中國東北要員張嘉璈把他的文件也給胡佛研究所，宋子文的文件和兩蔣日記如今亦歸胡佛研究所，前中華民國行政院院長郝柏村、唐飛和前監察院院長王作榮等中國國民黨大老也將個人文件和檔案交給他們收藏。

### 法院保護令
2013年9月25日，史丹福大學針對蔣日記，向所在地加州法院提起了訴訟。該大學的委任律師說，訴訟的目的是要請法院裁定，蔣日記要由史丹福大學繼續保管，或者交還給蔣家後人，而不是請法院判決蔣日記的所有權歸誰。僅有蔣方智怡與該大學簽約，委由其保管蔣日記；而日記的所有權屬於蔣家後人共同繼承，故該大學目前獲得代為保管的授權並不完整。
蔣日記所有權的共同繼承人為：蔣孝章、蔣蔡惠媚、蔣方智怡、蔣友梅、蔣友蘭、蔣友松、蔣友柏、蔣友常與蔣友青等九人。
2020年6月19日，臺灣臺北地方法院宣判，蔣中正日記於蔣中正任職總統期間之部份為中華民國國有文物、應由國史館管理，其餘部份則為蔣家後人共有。
2023年7月11日，經一系列的判決、和國史館與蔣家的和解，美國加州聖荷西聯邦地區法院判決這些文件所有權將歸於國史館。

### 國史館
依據2023年7月11日美國法院的裁決，史丹佛大學應於60日內將文件完整移交予國史館。同年9月14日，蔣介石及蔣經國父子的日記共59箱已順利運抵台灣，並由國史館人員接收管理，目前擬定將在2023年10月出版第一批部分日記內容，未來也會儘速數位化供大眾研究運用。

## 影响
東海大學歷史學系教授呂芳上称：從蔣日記中可以看出一個「平凡人」到「領導者」之心路歷程，無需刻意神聖化，也不必妖魔化。許多人都知道蔣用度非常節儉，補破衣、不挑食，一口假牙，吃東西十分簡單。蔣不喝酒、不吸煙，袛喝白開水，其實生活很平淡。從蔣日記中可以體會到，他很容易結盟，又很容易結仇；結盟或許與上海之生活經驗有關，結仇就可能涉及個性。從蔣日記中看出他對人物批評苛刻，有軍人作風，既現代又傳統。但因為他喜歡讀書，所以跟一般軍人仍然不同，有些文人氣質。他自承脾氣暴躁，對文官雷霆責罵，對軍人拳打腳踢，雖然想克制自己，但是個性似乎不易改變。他勤於任事，對於文稿甚為重視，常常自起文稿、講詞。究歷史本應以人性為依歸，此日記正給人一份珍本作有「人味」之研究。
郭岱君稱：蔣日記中常有文字分析國際時勢，附有剪報。蔣日記顯示出，蔣有較高視野，看問題往往從多方面來考量，故能成其大。蔣日記裡記述田舍湮沒、人民漂流之慘狀，為老百姓陷於水火而感心痛。他關心全國性問題，不只是軍事利害，還有人民生活。
中國社會科學院近代史研究所研究員楊天石称：蔣日記長達50餘年，有助於人們瞭解其內心世界和許多不為人知的歷史秘密。蔣日記大體是寫給自己看，目的在自用而不示人傳世，其記事抒情較真實，為備忘、安排工作生活、道德修養、總結人世經驗或宣洩感情。

## 延伸阅读
- 郝柏村，《蔣公日記1945-1949: 從顛峰到谷底的五年》，2010，台北：天下文化
- 阮大仁，《蔣中正日記揭密》

## 外部連結
- 中央研究院近代史研究所蔣介石研究群 研究群資源
- 中央研究院近代史研究所蔣介石研究群 文件資源：《民國十五年以前之蔣介石先生》（页面存档备份，存于），為毛思誠撰，有PDF檔，開放下載